# Eberhard von Brandis (Förster)
Felix Theodor Eberhard Freiherr von Brandis (* 10. Juli 1868 in Bad Harzburg; † 5. Februar 1933 in Wiesbaden-Biebrich) war ein deutscher Hofjägermeister und Abgeordneter des Provinziallandtages der Provinz Hessen-Nassau.

## Leben

### Herkunft und Familie
Eberhard von Brandis wurde als Sohn des Majors Friedrich Adolf Freiherr von Brandis (1828–1916) und dessen Ehefrau Klara von Amsberg (1840–1908, Tochter des braunschweig-lüneburgischen Finanzdirektors Philipp August von Amsberg und der Marie Mahner) geboren.
Sein Großvater väterlicherseits Eberhard von Brandis war General und Kriegsminister.
Cordt von Brandis war sein Cousin.
Am 27. September 1901 heiratete er in Detmold Jenny Freiin von Quadt-Wykradt-Hüchtenbruck (1874–1958), Tochter des Oberhofmarschalls Constant Freiherr von Quadt-Wykradt-Hüchtenbruck (1841–1915) und der Klementine Freiin zu Innhausen und Knyphausen (1852–1915). Aus der Ehe sind die Töchter Ursula (* 1902) und Gabriele (* 1909) sowie der Sohn Henning (* 1910) hervorgegangen.

### Werdegang und Wirken
Nach dem Abitur am Humanistischen Gymnasium Wolfenbüttel absolvierte er ein Studium der Forstwissenschaften an der Ruprecht-Karls-Universität Heidelberg und der Forstakademie Eberswalde. Bevor er am 1. April 1902 als Finanzrat bei der großherzoglich-luxemburgischen Finanzkammer in Biebrich tätig wurde, war er Forstassessor im Herzogtum Braunschweig-Lüneburg. Die Finanzkammer in Biebrich hatte Liegenschaften zu verwalten, die dem Großherzog von Luxemburg als ehemaligem Herzog von Nassau nach 1866 noch zustanden.
Seit 1910 war Eberhard als Vertreter der größeren Grundbesitzer Mitglied des Kreistages Wiesbaden. In den Jahren von 1911 bis 1918 hatte er ein Mandat für den Nassauischen Kommunallandtag des preußischen Regierungsbezirks Wiesbaden sowie für den Provinziallandtag der Provinz Hessen-Nassau, wo er Mitglied des Finanzausschusses war.
Während des Ersten Weltkrieges war von Brandis als Forstsachverständiger im  Beskidenkorps in Rumänien eingesetzt.
In den 1920er Jahren war er als Oberhofjägermeister und Kammerherr mit der Leitung der Verkaufsverhandlungen über die in Nassau befindlichen Liegenschaften beauftragt.